# Tiché místo
Tiché místo (v anglickém originále A Quiet Place) je americký sci-fi hororovým film z roku 2018, který sleduje osud rodiny v postapokalyptickém světě plném nestvůr s nesmírně citlivým sluchem. Režie se ujal John Krasinski, který ve filmu také hraje po boku své manželky Emily Bluntové. Film měl premiéru na filmovém festivalu South by Southwest a do kin byl uveden ve Spojených státech dne 6. dubna 2018 a v České republice dne 3. května 2018. Stal se velice výdělečným, s výdělkem přes 340 milionů dolarů, oproti jeho rozpočtu 17–21 milionů dolarů. Filmoví kritici hodnotili kladně originalitu, atmosféru, herectví, režii a zvukový design. Filmové pokračování, nazvané Tiché místo: Část II, mělo premiéru ve Spojených státech dne 28. května 2021.

## Příběh
Je tomu několik měsíců ode dne, co se na Zemi objevily nestvůry s nesmírně citlivým sluchem, leč ostatními smysly zakrnělými. Vzhledem k jejich silně agresivní povaze vůči jakémukoliv zdroji hluku, vysoké hbitosti a neprůstřelnému krunýři po celém těle lidstvo boj s těmito tvory velmi rychle prohrálo a nyní čelí svému vyhynutí.
Hlavní děj sleduje rodinu Abbottových – matku Evelyn, jejího muže Leeho, hluchou dospívající dceru Regan a mladší syny Marcuse a Beau –, jak tiše a v naprostém mlčení pátrají po zásobách v opuštěném městě kdesi ve státě New York. Chodí bosi a komunikují znakovou řečí. V obchodě zaujme čtyřletého Beau hračka vesmírné rakety na baterie, ale Lee mu ji vezme a dá stranou kvůli potenciálnímu hluku. Regan přesto hračku vrátí do rukou Beau, který nepozorovaně sebere tužkové baterie. Při cestě domů, nedaleko železného mostu, malý Beau zapne hračku, čímž přiláká pozornost jedné z nestvůr. Ještě než Lee stihne zasáhnout, nestvůra Beau zabije.
Něco přes rok později, rodina žije na nedaleké farmě uprostřed lesů a kukuřičných polí. Regan si vyčítá bratrovu smrt, Evelyn je v pokročilé fázi těhotenství a Lee se bezúspěšně snaží navázat kontakt s vnějším světem. Zároveň se snaží vylepšit Reganin kochleární implantát pomocí nalezených součástek, aby své hluché dceři navrátil sluch, leč bez úspěchu. Později Lee vezme syna Marcuse k nedaleké řece s velkým vodopádem, kde jej učí rybařit, zatímco se Regan vyplíží pryč a navštíví Beaův pomník u mostu. Lee se dá do hovoru s Marcusem – vysvětlí mu, že díky hluku vodopádu mohou nahlas hovořit, aniž by se obávali nestvůr. Syn poznamená, že Regan si dává za vinu Beauovu smrt a potřebuje od otce slyšet, že i přesto jí má rád.
Evelyn, sama doma, začne mít porodní bolesti. Když kráčí do sklepení, omylem šlápne na vyčnívající hřebík a shodí skleněný rám s fotkou, čímž upozorní nedalekou nestvůru. V nesmírných bolestech přepne spínač, čímž aktivuje červené osvětlení okolo domu coby varování pro ostatní, zatímco ona sama se snaží zůstat potichu nehledě na bolestivé kontrakce a nestvůru plížící se domem. Lee se synem přispěchají zpět na farmu a všimnou si varování. Zatímco Marcus běží zapálit ohňostroj coby diverzi, Lee nalezne Evelyn skrytou v koupelně s jejich novorozeným synem. Společně se dostanou do podomácku zvukotěsného suterénu. Lee odejde nalézt ostatní děti, zatímco Evelyn usne. Když se po nějaké době probudí, zjišťuje, že suterén zaplavuje voda z prasklé trubky a nestvůra je zde s ní.
Regan a Marcus vyšplhají na obilné silo a zapálí signální oheň, aby dali na vědomí jejich otci. Ovšem zápalná kapalina brzy dojde a oheň vyhasne dřív, než si jich Lee všimne. Horní poklop se pod Marcusem náhle uvolní a chlapec spadne do sila. Padající poklop přiláká nestvůru, která byla s Evelyn v suterénu. Regan skočí do sila za svým bratrem a téměř se utopí v kukuřici, ale Marcus jí na poslední chvíli zachrání. Nestvůra vzápětí vtrhne k dětem, ovšem Reganin kochleární implantát reaguje na netvorovu přítomnost a vydá zvuk o vysoké frekvenci, což nestvůru silně odpuzuje. Násilím se prorve stěnou sila a prchne pryč. Děti po chvilce též opustí silo a setkají se s otcem.
Nestvůra se však vrátí a napadne Leeho, zatímco děti se schovají v blízkém automobilu. Lee začne křičet, aby upoutal pozornost nestvůry na sebe. Ještě před tím znakovou řečí uvědomí Regan, že jí vždycky měl a nadále má rád, načež se nestvůra po něm vrhne a zabije jej. Toho děti využijí a uprchnou pryč do domu, kde se setkají s Evelyn a novorozenětem. Společně se skryjí ve sklepení. Když se nestvůra vrátí i pro ně, Regan dojde, že vysokofrekvenční zvuk jejího implantátu netvorům škodí, pročež jej přiloží k mikrofonu zesilovací soupravy a zvuk tak značně zesílí. Bolestivě dezorientovaná nestvůra odhalí zranitelné maso pod krunýřem na své hlavě, díky čemuž ji Evelyn zastřelí brokovnicí. Hlasitý výstřel přiláká pozornost dalších nestvůr, jak lze vidět na kamerovém systému po celé farmě. S nově objevenou slabinou nestvůr a odhodláním bojovat, Evelyn přebije zbraň.
Děj přímo pokračuje v pokračování Tiché místo: Část II.

## Obsazení
- Emily Bluntová jako Evelyn Abbott
- John Krasinski jako Lee Abbott
- Millicent Simmonds jako Regan Abbott, neslyšící dcera Abbotových
- Noah Jupe jako Marcus Abbott, starší syn Lee a Evelyn
- Cade Woodward jako Beau Abbott, mladší syn Lee a Evelyn
- Ezekiel a Evangelina Cavoli jako novorozeně Abbottových
- Javier Botet jako nestvůra (nekreditovaná role)

## Přijetí

### Tržby
Film vydělal 188 milionů dolarů ve Spojených státech amerických a v Kanadě a 144,6 milionů v ostatních teritoriích. Celkově tak vydělal 332,6 milionů dolarů, oproti jeho rozpočtu, který činil 17 milionů dolarů.
Ve Spojených státech a Kanadě měl premiéru ve stejný den jako filmy Kazišuci, Chappaquiddick a The Miracle Season. Film za první den, včetně čtvrtečního premiérového večera vydělal 19 milionů dolarů. Za první víkend vydělal 50,2 milionů a stal se tak nejnavštěvovanějším filmem víkendu. Za druhý víkend vydělal 32,9 milionů dolarů a umístil se na druhém místě v návštěvnosti, za filmem Rampage Ničitelé.

### Recenze
Na recenzní stránce Rotten Tomatoes získal z 288 započtených recenzí 95 procent s průměrným ratingem 8,1 bodů z deseti. Na serveru Metacritic snímek získal z 55 recenzí 82 bodů ze sta. Diváci, kteří hodnotili film na serveru CinemaScore mu dali známku za 2, na škále 1+ až 5. Na Česko-Slovenské filmové databázi si snímek k 26. června 2021 drží 72 procent.

### Ocenění a nominace
| Rok  | Ocenění                            | Kategorie                            | Nominovaný                        | Výsledek  |
| ---- | ---------------------------------- | ------------------------------------ | --------------------------------- | --------- |
| 2018 | Golden Trailer Awards              | nejlepší trailer: horor              | Tiché místo                       | vítězství |
| 2018 | Golden Trailer Awards              | nejinovativnější reklama pro film    | Tiché místo                       | vítězství |
| 2018 | Golden Trailer Awards              | nejlepší spot: horor                 | Tiché místo                       | vítězství |
| 2018 | International Online Cinema Awards | nejlepší mix zvuku                   | Brandon Proctor a Michael Barosky | vítězství |
| 2018 | International Online Cinema Awards | nejlepší střih zvuku                 | Ethan Van der Ryn a Erik Aadahl   | vítězství |
| 2018 | MTV Movie & TV Awards              | nejstrašidelnější výkon              | Emily Bluntová                    | nominace  |
| 2018 | People's Choice Awards             | nejoblíbenější film                  | Tiché místo                       | nominace  |
| 2018 | People's Choice Awards             | nejoblíbenější dramatický film       | Tiché místo                       | nominace  |
| 2018 | People's Choice Awards             | Nejoblíbenější filmová hvězda: žena  | Emily Bluntová                    | nominace  |
| 2018 | People's Choice Awards             | Nejoblíbenější filmová hvězda: drama | Emily Bluntová                    | nominace  |
| 2018 | People's Choice Awards             | Nejoblíbenější filmová hvězda: drama | John Krasinski                    | nominace  |
| 2018 | Teen Choice Awards                 | nejlepší film: drama                 | Tiché místo                       | nominace  |

## Pokračování
Filmové pokračování s názvem Tiché místo: Část II stejně jako první díl napsal a režíroval John Krasinski. Hlavními herci se opět stali Emily Bluntová, Millicent Simmonds a Noah Jupe s hereckou posilou Cillianem Murphym a Djimonem Hounsou. Natáčení probíhalo v západním New Yorku od června do září roku 2019. Společnost Paramount Pictures plánovala uvést Tiché místo: Část II do kin 20. března 2020, ovšem kvůli pandemii onemocnění covid-19 byl film odložen na 4. září téhož roku. Datum premiéry uvedení filmu bylo nakonec odloženo ještě dvakrát, než se definitivním datem stal 28. květen 2021.